# Światła Północy
Światła Północy (ang. Northern Lights , 1997) to pierwszy film z kanonu Disney Channel Original Movies, w którym główną rolę gra zwycięzca Oscara - Diane Keaton. Film w Polsce można obecnie oglądać na kanale TV Puls.

## Opis fabuły
Pewnego dnia do Roberty (Diane Keaton) dzwoni nieznajomy, który informuje ją, że jej brat umarł w małym miasteczku w niejasnych okolicznościach. Podobny telefon otrzymuje Ben (Maury Chaykin), przyjaciel zmarłego z college'u. Przyjeżdżając na pogrzeb w ostatniej chwili, poznają znajomych Franka oraz jego ostatnią wolę. Zarówno Roberta jak i Ben są bardzo zaskoczeni, gdy dowiadują się, że Frank miał syna. Ich zdziwienie jest jeszcze większe, kiedy okazuje się, że od teraz to oni są jego prawnymi opiekunami.

## Obsada
- Diane Keaton - Roberta Blumstein
- Maury Chaykin - Ben Rubadue
- Joseph Cross - Jack
- Kathleen York - Daphne
- John Robert Hoffman - Joe Scarlotti
- Crystal Verge - Aggie
- John R. Taylor - Arthur
- Sheila Patterson - Arlene
- Frank C. Turner - Willard
- Thomas Cavanagh - Frank
- Peter Wilds - Ratman
- Chilton Crane - Margaret
- Sheila Moore - Louise
- Alexander Pollock - Billy
- Leam Blackwood - Emily
- Zahf Paroo - Młody menedżer (jako Zang Haju)
- David Paul Grove - Beck
- Phillip Hazel - Sterling